# Claire Bloom

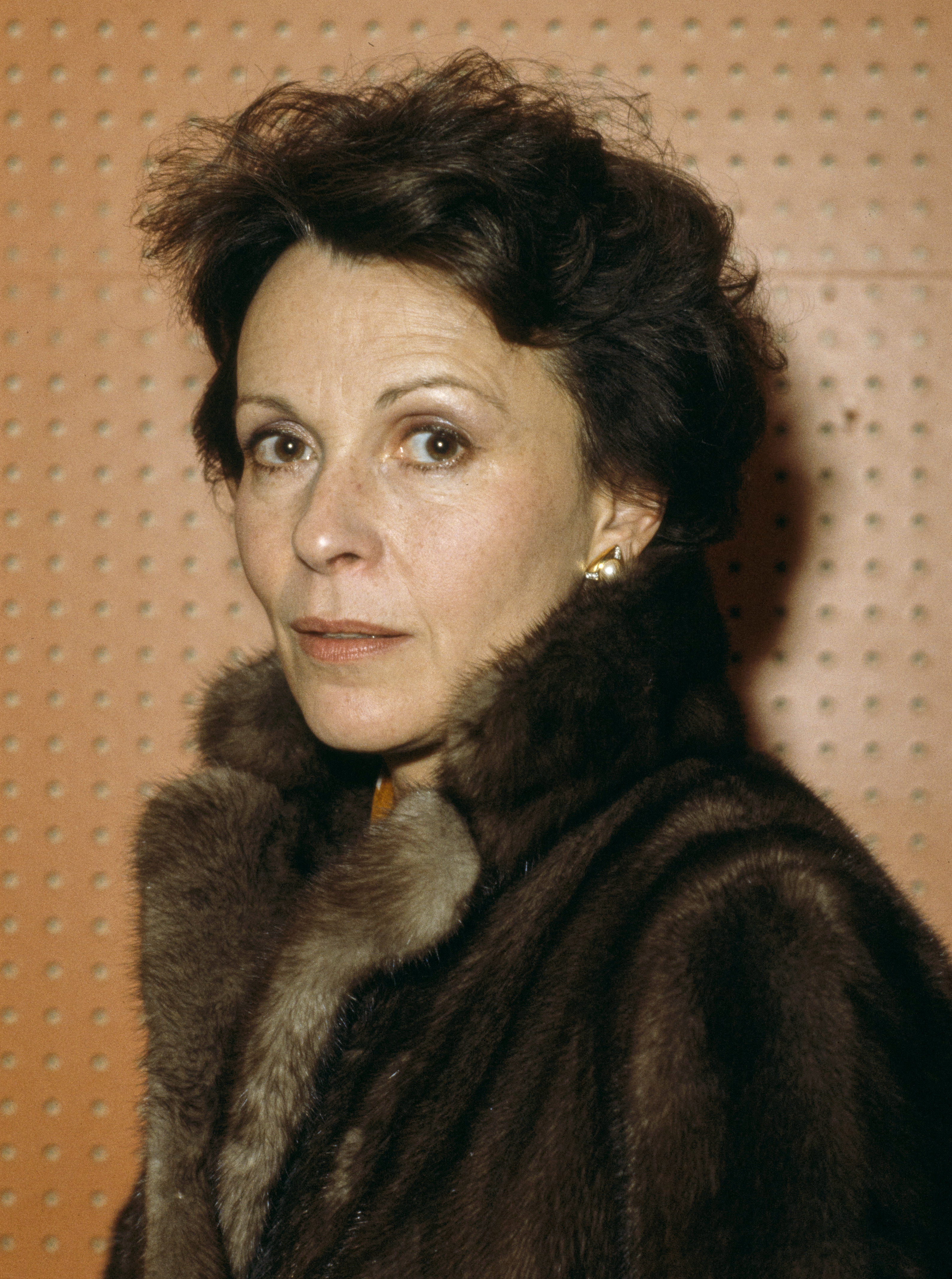
Claire Bloom (1975)

Claire Bloom, CBE (* 15. Februar 1931 als Patricia Claire Blume in London), ist eine britische Schauspielerin. International bekannt wurde sie erstmals durch Rampenlicht (1952) an der Seite von Charlie Chaplin. Bislang hat sie in rund 120 Film- und Fernsehproduktionen mitgespielt, auch am Theater konnte sie große Erfolge verbuchen.

## Leben
Claire Bloom ist Tochter des Kaufmanns Edward Max Blume und der Schriftstellerin Elizabeth Grew. Als ihre Mutter den Bildhauer Edward Bloom heiratete, nahm sie dessen Familiennamen an und wurde zur Halbschwester des Cutters John Bloom, der später für seine Arbeit an Richard Attenboroughs Film Gandhi mit dem Oscar ausgezeichnet wurde.

### Theater
Bereits im Alter von 12 Jahren besuchte sie eine Schauspielschule. Ab 1946 spielte sie am Oxford Repertory Theatre, anschließend am Shakespeare Memorial Theatre in Stratford-upon-Avon. Schon in jungen Jahren machte sie sich als Theaterschauspielerin einen Namen. So urteilte der legendäre Kritiker Kenneth Tynan über sie als die „beste Julia, die ich je gesehen habe“.
Auch nach ihren Filmerfolgen blieb Bloom der Theaterbühne stets verbunden, als ihre Lieblingsrolle bezeichnete sie die Blanche DuBois in Endstation Sehnsucht. Weitere anspruchsvolle Hauptrollen hatte sie etwa in Henrik Ibsens Nora oder Ein Puppenheim und Eugene O’Neills Eines langen Tages Reise in die Nacht. Neben Auftritten in London war sie zwischen den 1950er und 1990er Jahren auch mehrfach am New Yorker Broadway tätig.

### Film und Fernsehen
Ihre erste Filmrolle spielte sie 1948 in The Blind Goddess. Ihren Durchbruch als Filmschauspielerin hatte sie 1952 mit dem Chaplin-Film Rampenlicht, in dem sie in der weiblichen Hauptrolle als junge Tänzerin Terry zu sehen war. Chaplin war auf Bloom gestoßen, als er eine Schauspielerin mit „Schönheit, Talent und emotionaler Reichweite“ suchte. Sie gewann den British Academy Film Award für ihre Darstellung.
Es folgten zahlreiche weitere Hauptrollen im britischen und internationalen Kino, sie trat insbesondere in Historienfilmen und in Literaturverfilmungen auf. In den 1950er Jahren spielte sie an der Seite von James Mason in Carol Reeds Gefährlicher Urlaub (1953), als Lady Anne in der starbesetzten Shakespeare-Verfilmung Richard III. (1955) mit Laurence Olivier in der Titelrolle, 1956 in Alexander der Große an der Seite von Richard Burton in der Titelrolle, wo sie Alexanders Konkubine Barsine spielte, sowie als Katja in der Dostojewski-Verfilmung Die Brüder Karamasow (1958) von Richard Brooks. 1960 verkörperte sie die weibliche Hauptrolle in der deutschen Literaturverfilmung Schachnovelle mit Mario Adorf. In den 1960er Jahren spielte sie unter anderem die angedeutet lesbische Figur der Theodora in dem Gruselfilm Bis das Blut gefriert unter Regie von Robert Wise und die gefühlvolle Psychiaterin des für seine Rolle oscarprämierten Cliff Robertson in dem Filmdrama Charly. Eine ihrer bekanntesten Kinorollen spielte sie 1965 als idealistische Kommunistin Nan Perry in Martin Ritts Der Spion, der aus der Kälte kam nach dem gleichnamigen Roman von John le Carré.
Bereits seit den 1950er Jahren ist Bloom auch in vielen Fernsehfilmen und -serien zu sehen, sowohl in Großbritannien als auch in den USA. Für ihre Darstellung der „Lady Marchmain“ in der Fernseh-Miniserie Wiedersehen mit Brideshead (1981) erhielt sie Nominierungen für den Emmy Award und den BAFTA Award. Ebenfalls 1981 spielte sie die griechische Göttin Hera in dem Fantasyfilm Kampf der Titanen. Unter Regie von Woody Allen trat sie in dessen Filmen Verbrechen und andere Kleinigkeiten (1989) und Geliebte Aphrodite (1995) auf. In der Serie Doctor Who spielte sie 2009 und 2010 in zwei Folgen die Rolle einer geheimnisvollen Zeitreisenden. 2010 verkörperte sie die Maria von Teck in dem oscarprämierten Filmdrama The King’s Speech mit Colin Firth. Im Jahr 2019 war sie in der BBC-Miniserie Summer of Rockets zu sehen.

### Privates

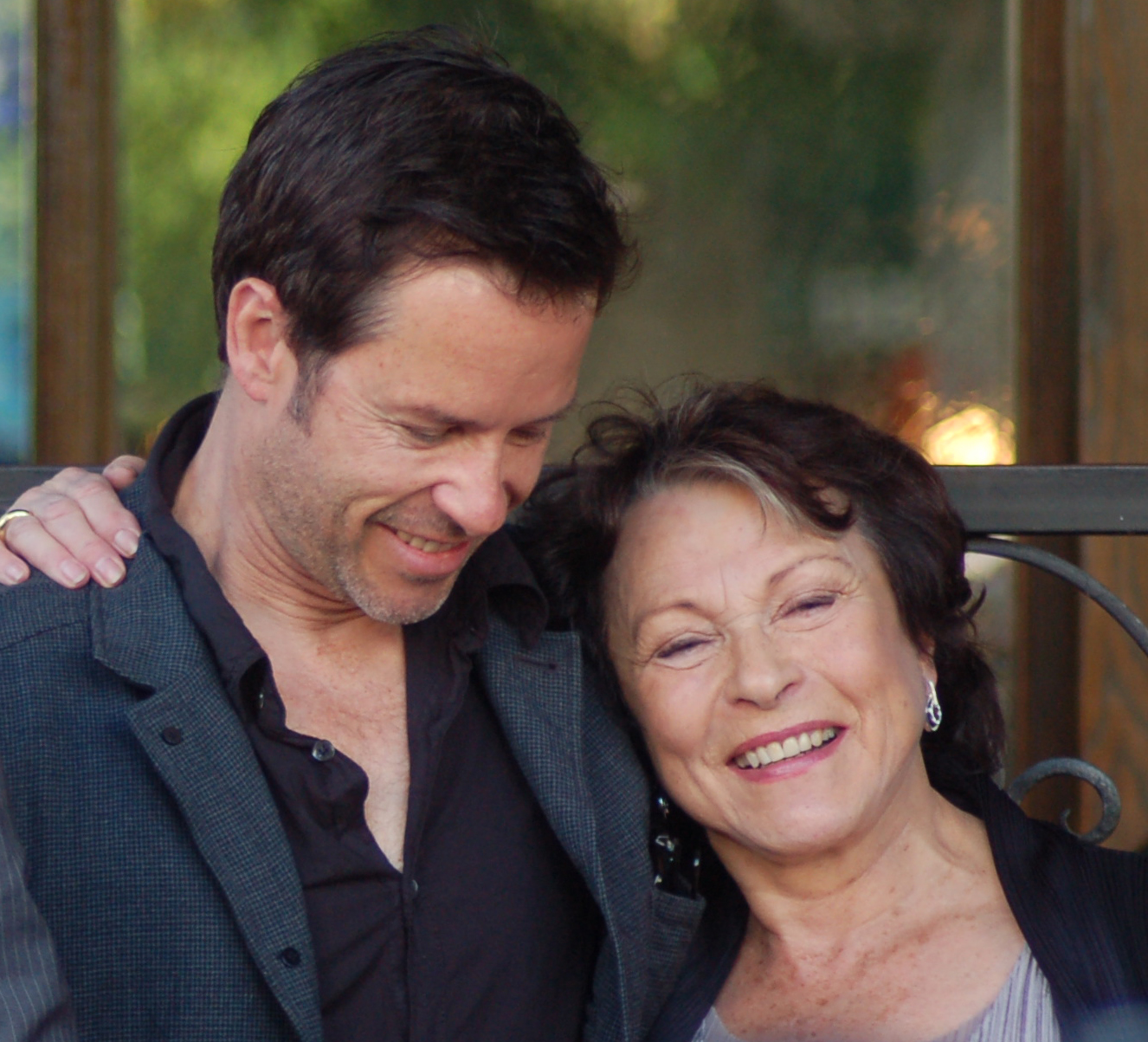
Bloom mit Guy Pearce, 2011

Claire Bloom war dreimal verheiratet. Ihre 1959 geschlossene Ehe mit Rod Steiger wurde nach zehn Jahren geschieden; aus ihr ging die gemeinsame Tochter Anna Justine Steiger, eine bekannte Mezzosopranistin, hervor. Nach einer weiteren gescheiterten Ehe mit dem Theaterproduzenten Hillard Elkins lebte sie ab 1975 mit dem Schriftsteller Philip Roth zusammen, den sie 1990 heiratete. 1995 wurde diese Ehe geschieden.
Mit Limelight and After: The Education of an Actress und Leaving a Doll’s House: A Memoir schrieb sie zwei Autobiografien. Leaving a Doll’s House: A Memoir fiel bei der Veröffentlichung 1996 insbesondere durch ihre Abrechnung mit Ex-Mann Philip Roth auf. Dieser sei „ein Psychopath, tablettenabhängig, voller Hass auf Frauen, paranoid, ein Sadist und krankhaft geizig“. Sie habe ihn einmal gebeten, ein Drehbuch zu lesen für einen Film, in dem sie auftreten sollte, und er habe ihr dafür 150 Dollar pro Arbeitsstunde abverlangt und darüber eine ordentliche Rechnung ausgestellt. Als sie es schließlich mit ihm nicht mehr ausgehalten und die Scheidung eingereicht habe, habe er per Anwalt eine Entschädigung von 62 Milliarden Dollar verlangt; eine Milliarde für jedes ihrer Lebensjahre. Außerdem sei er rachsüchtig gewesen; in seinem ersten Roman nach der Scheidung, Mein Mann, der Kommunist, ließ er eine äußerst unsympathische Figur namens Eve auftreten, in der Claire Bloom leicht wiederzuerkennen war.
Wegen ihrer Verdienste um das britische Theater wurde Bloom 2013 zum Commander of the Order of the British Empire ernannt.

## Filmografie (Auswahl)
- 1948: The Blind Goddess
- 1952: Rampenlicht (Limelight)
- 1953: Gefährlicher Urlaub (The Man Between)
- 1955: Richard III.
- 1956: Alexander der Große (Alexander the Great)
- 1957: Die Brüder Karamasow (The Brothers Karamazov)
- 1958: König der Freibeuter (The Buccaneer)
- 1959: Blick zurück im Zorn (Look Back in Anger)
- 1960: Schachnovelle
- 1962: Der Chapman-Report (The Chapman Report)
- 1962: Die Wunderwelt der Gebrüder Grimm (The Wonderful World of the Brothers Grimm)
- 1962: Bis das Blut gefriert (The Haunting)
- 1963: 80.000 Suspects
- 1964: Carrasco, der Schänder (The Outrage)
- 1965: Der Spion, der aus der Kälte kam (The Spy Who Came in from the Cold)
- 1968: Charly
- 1968: 2 durch 3 geht nicht (Three Into Two Won’t Go)
- 1968: Der Tätowierte (The Illustrated Man)
- 1970: Traue keinem Hausfreund (A Severed Head)
- 1973: David reißt aus (The Going Up of David Lev)
- 1973: Ein Puppenheim (A Doll’s House)
- 1976: Inseln im Strom (Islands in the Stream)
- 1979: Weißes Haus, Hintereingang (Backstairs at the White House) (Fernseh-Miniserie)
- 1981: Wiedersehen mit Brideshead (Brideshead Revisited) (Fernseh-Miniserie)
- 1981: Kampf der Titanen (Clash of the Titans)
- 1983: Getrennte Tische (Separate Tables)
- 1984: Straße der Freiheit (Ellis Island)
- 1985: Ann and Debbie (Fernsehfilm)
- 1985: Anastasia (Anastasia: The Mystery of Anna) (Fernseh-Miniserie)
- 1986: Im Schatten der Götter (Shadows on the Sun)
- 1987: Sammy und Rosie tun es (Sammy and Rosie Get Laid)
- 1987: Queenie
- 1988: Silver Blade (The Lady and the Highwayman)
- 1988: Schatten auf der Sonne (Shadow on the Sun)
- 1989: Verbrechen und andere Kleinigkeiten (Crimes and Misdemeanors)
- 1991: Prinzessin Aline und die Groblins (The Princess and the Goblin)
- 1992: Bounty Hunter – Eine Frau will Rache (It’s Nothing Personal)
- 1994: Was bleibt, ist die Erinnerung (Remember)
- 1994: Eine unerhörte Affäre (A Village Affair)
- 1994: Jung und Leidenschaftlich – Wie das Leben so spielt (As the World Turns, Fernsehserie, 1 Folge)
- 1995: Geliebte Aphrodite (Mighty Aphrodite)
- 1996: Daylight
- 1997: Explosion des Schweigens (What the Deaf Man Heard)
- 2000: Tränen der Erinnerung (Yesterday’s Children)
- 2000: Criminal Instinct – Liebe bis in den Tod (Love and Murder: Love and Murder)
- 2002: Das Buch Eva – Ticket ins Paradies (The Book of Eve)
- 2004: Criminal Intent – Verbrechen im Visier (Law & Order: Criminal Intent, Fernsehserie, 1 Folge)
- 2005–2013: Doc Martin (Fernsehserie, 4 Folgen)
- 2006: Agatha Christie’s Marple (Fernsehserie, 1 Folge)
- 2008: New Tricks – Die Krimispezialisten (New Tricks, Fernsehserie, 1 Folge)
- 2009: Doctor Who (Fernsehserie, 2 Folgen)
- 2010: The King’s Speech
- 2012: And While We Were Here
- 2013: Max Rose
- 2015: Inspector Barnaby (Midsomer Murders; Fernsehserie, 1 Folge)
- 2019: Summer of Rockets (Fernseh-Miniserie, 4 Folgen)

## Auszeichnungen
- 1953: British Film Academy Award als beste Newcomerin für Rampenlicht
- 1985: BAFTA-Award als Darstellerin in Shadowlands
- 2013: Commander of the British Empire (CBE)[1]